# 利普涅 (沃洛季米列齊區)
51°29′22″N 26°3′16″E / 51.48944°N 26.05444°E
利普涅（烏克蘭語：Липне），是烏克蘭西北部的村莊，隸屬里夫內州的瓦拉什區。該村始建於1933年，面積17.1平方公里，海拔高度158米，2001年人口228，人口密度每平方公里13.3人。